# 삼국지 관운장: 청룡언월도
《삼국지 관운장: 청룡언월도》(중국어: 靑龍偃月刀)/(영어: Knights of Valour)는 2021년 개봉한 중국 영화이다.

## 출연

### 주연
- 관지빈 - 관흥 역
- 루수밍 - 관우 역
- 진송 - 반장 역

### 조연
- 강래
- 유위주
- 나오먼 얼더니
- 마예한
- 주항